# Rocco Palmo
Rocco Palmo (* 1983) je katolický komentátor a spisovatel žijící ve Filadelfii v Pensylvánii.

## Vzdělávání
Palmo vyrůstal v početné italské rodině v jižní Filadelfii a je pravnukem někdejšího papežského státního sekretáře kardinála Pietra Gasparriho. Na Pensylvánské univerzitě získal bakalářský titul v oboru politických věd a stále žije v jižní Filadelfii.

## Kariéra
Palmův blog „Whispers in the Loggia“ (Šepoty v lodžii) je zaměřen především na katolické církevní dění v Severní Americe. Palmo všechny své zprávy před zveřejněním ověřuje u tří zdrojů. Palmo byl dříve americkým korespondentem londýnského katolického týdeníku The Tablet a je bývalým sloupkařem internetového magazínu Busted Halo.
National Public Radio vytvořilo Palmův profil a uvedlo, že jeho blog: „...se stal povinnou četbou pro mnoho katolíků – dokonce i pro některé z Vatikánu.“ Arcibiskup „Robert James Carlson“ ze St. Louis se nechal slyšet, že „Šepoty v lodžii“ čte s určitou pravidelností. Palmo je často citován významnými publikacemi, včetně USA Today, The St. Louis Post-Dispatch a New York Times. 27. února 2013 poskytl rozhovor National Public Radio o papežském konkláve, které má jmenovat nástupce odstupujícího papeže Benedikta XVI.
V dubnu 2011 byl jmenován jedním ze dvou předsedů první vatikánské konference o blogosféře/sociálních médiích. V březnu 2012 arcibiskup Charles Chaput OFM Cap jmenoval Palma členem nové arcidiecézní pastorační rady, prvního orgánu svého druhu, který byl ve Filadelfii zřízen.